# 杨新育
杨新育（？—），中华人民共和国教育部官员，现任中华人民共和国常驻联合国教科文组织代表。

## 生平
1986年，杨新育毕业于黑龙江大学英语系，进入中华人民共和国教育部工作，先后在教育部国际合作与交流司、中国驻加拿大大使馆教育处、国家留学基金管理委员会任职，期间赴英国诺丁汉大学留学一年。2003年，任国家留学基金管理委员会副秘书长。2014年，任驻加拿大大使馆教育处公使衔参赞。2018年，任驻美国大使馆教育处公使衔参赞。2019年3月，职级晋升为正司级。2023年12月，出任中华人民共和国常驻联合国教科文组织代表。